# Filton

Filton im Südwesten von South Gloucestershire vor den Toren Bristols

Filton ist ein Vorort im Nordosten von Bristol im Südwesten Englands mit ca. 10.000 Einwohnern. Die Ursprünge des Ortes und der Kirche in seiner Mitte lassen sich bis in das 12. Jahrhundert zurückverfolgen. Der Name des Ortes geht auf die altenglische Kombination von feleþe (Heu), und tūn (Bauernhof, Feld) zurück.
Die Stadt gilt als Zentrum der Luftfahrtindustrie. Es gibt ein Airbus-Werk und ein Rolls-Royce-Motorenwerk. 1910 wurde in Filton die Vorgängerfirma der Bristol Aeroplane Company gegründet die wiederum eine Vorgängerin der auch noch vor Ort ansässigen BAE Systems ist. Nach dem Zweiten Weltkrieg ging aus der Bristol Aeroplane Company auch die Bristol Cars hervor, die hier bis 2010 Sportwagen in Kleinserie herstellte.
Vom Flughafen Filton startete am 9. April 1969 der britische Prototyp 002 der Concorde zu seinem Erstflug. Nach dem historisch letzten Flug einer Concorde ist die Maschine 216 mit dem Luftfahrzeugkennzeichen G-BOAF seit dem 26. November 2003 im örtlichen Luftfahrtmuseum zu besichtigen.

## Persönlichkeiten
- Dexter Lembikisa (* 2003), jamaikanisch-englischer Fußballspieler

## Städtepartnerschaften
- Witzenhausen, Deutschland (seit 1978)
- Saint-Vallier, Frankreich

Seit 1979 führen Saint-Vallier, Witzenhausen und Filton eine Dreierpartnerschaft.